# 최명길 (배우)
최명길(崔明吉, 1962년 11월 11일 ~ )은 대한민국의 배우이다.

## 학력
- 청파초등학교 (졸업)
- 신광여자중학교 (졸업)
- 수도여자고등학교 (졸업)
- 서울예술대학교

## 생애
고등학교 졸업 후 대학 신문방송학과를 지원했다가 낙방하고 재수를 하던 중 1981년 MBC 13기 공채 탤런트에 응시하여 연예계에 데뷔하였으며 같은 채널 《그 여자》에서 본인(최명길)(한재숙 역)의 손아래동서 혜순 역으로 분한 이경아는 본인(최명길)의 고등학교(수도여고) 후배이자 MBC 공채(86년 18기) 후배다. 1994년 영화 《장미빛 인생》으로 프랑스 낭트 영화제 여우주연상 및 청룡 영화제 여우주연상을, 드라마 《결혼》으로 제 21회 한국방송대상 여자 탤런트상과 SBS 연기대상을 수상하면서 최고의 전성기를 누렸다. 1998년 KBS 대하드라마 《용의 눈물》로 연기대상 최우수상을 받았다. 1990년대에 《해찬들 태양초 고추장 CF》를 촬영하면서 대중들에게 널리 알려졌으며, 2002년 KBS 대하드라마 《명성황후》에서 배우 이미연의 중도하차로 인해 명성황후 역을 맡게 되어 큰 사랑을 받았다.

## 출연작

### 드라마
- 1981년 MBC 주말연속극 《성난 눈동자》 ... 넷째딸 은숙 역
- 1982년 MBC 일일연속극 《친구야 친구》
- 1982년 MBC 주말연속극 《미련》
- 1982년 MBC 여인열전 특별기획드라마 《황진이》 ... 부용 역
- 1983년 MBC 특별기획드라마 《조선왕조 오백년 - 추동궁 마마》 ... 고려 왕족 딸 역
- 1983년 MBC 주간연속극 《겨울 해바라기》
- 1984년 MBC 단막극 《MBC 베스트셀러극장 - 여자를 찾습니다》 ... 미연 역
- 1984년 MBC 특별기획드라마 《조선왕조 오백년 - 설중매》 ... 정현왕후 역
- 1985년 MBC 주말연속극 《남자의 계절》 ... 박미란 역
- 1985년 MBC 특별기획드라마 《조선왕조 오백년 - 풍란》 ... 정현왕후 역
- 1986년 KBS2 단막극 《드라마게임》
- 1987년 MBC 주간연속극 《도시의 얼굴》 ... 이정화 역
- 1988년 MBC 주말연속극 《세 여인》 ... 이민자 역
- 1988년 MBC 특별기획드라마 《조선왕조 오백년 - 한중록》 ... 혜경궁 홍씨 역
- 1989년 MBC 특별기획드라마 《조선왕조 오백년 - 파문》 ... 혜경궁 홍씨 역
- 1990년 MBC 미니시리즈 《그 여자》 ... 한재숙 역
- 1991년 MBC 아침드라마 《또 하나의 행복》 ... 차문영 역
- 1991년 SBS 일요아침드라마 《사랑의 풍차》
- 1992년 SBS 수목드라마 《궁합이 맞습니다》 ... 서현자 역
- 1992년 SBS 월화드라마 《재회》 ... 지혜 역
- 1993년 SBS 월화드라마 《결혼》 ... 나지영 역
- 1993년 SBS 월화드라마 《테마 시리즈 - 아버지》
- 1993년 KBS 2TV 미스테리 멜로 《금요일의 여인 - 제1화 최명길의 벼랑 끝에 선 여자》 ... 송혜란/유하나 역
- 1994년 SBS 수목 미니시리즈 《사랑은 없다》 ... 한소진 역
- 1996년 KBS 1TV 단막극 《TV문학관 - 슈퍼마켓에서 길을 잃다》 ... 김선영 역
- 1996년 KBS 1TV 대하드라마 《용의 눈물》 ... 원경왕후 민씨 역
- 2000년 MBC 금요연속극 《깁스가족》 ... 조아라 역
- 2000년 MBC 일일연속극 《온달 왕자들》 ... 김영숙 역
- 2002년 KBS 2TV 특별기획드라마 《명성황후》 ... 명성황후 민씨 역
- 2003년 SBS 주말극장 《태양의 남쪽》 ... 정연희 역
- 2005년 SBS 금요드라마 《꽃보다 여자》 ... 김정아 역
- 2007년 MBC 아침드라마 《내 곁에 있어》 ... 장선희 역
- 2008년 KBS 1TV → KBS 2TV 대하드라마 《대왕 세종》 ... 원경왕후 민씨 역
- 2009년 KBS 2TV HD 수목드라마 《미워도 다시 한 번 2009》 ... 한명인 역
- 2009년 KBS 2TV 월화드라마 《천하무적 이평강》 ... 제왕후 역
- 2010년 KBS 1TV 특별기획 대하드라마 《근초고왕》 ... 해비 해소술 역
- 2010년 MBC HD 일일연속극 《폭풍의 연인》 ... 서윤희 역
- 2011년 MBC HD 수목 미니시리즈 《미스 리플리》 ... 이화 역
- 2011년 KBS 2TV HD 수목드라마 《영광의 재인》 ... 박군자 역
- 2013년 MBC 주말드라마 《금 나와라, 뚝딱!》 ... 윤심덕 역
- 2013년 KBS 2TV 월화드라마 《미래의 선택》 ... 큰미래 역
- 2014년 SBS 월화드라마 《펀치》 ... 윤지숙 역
- 2015년 KBS 2TV 주말연속극 《파랑새의 집》 ... 한선희 역
- 2015년 KBS 2TV 단막극 《KBS 드라마 스페셜 - 계약의 사내》 ... 성수영 역
- 2015년 KBS 1TV 저녁 일일드라마 《우리집 꿀단지》 ... 배국희 역
- 2016년 SBS 일일드라마 《당신은 선물》 ... 은영애 역
- 2016년 tvN 불금불토스페셜 《안투라지》 ... 강옥자 역
- 2018년 KBS 2TV 저녁 일일드라마 《인형의 집》 ... 금영숙 역
- 2019년 KBS 2TV 주말드라마 《세상에서 제일 예쁜 내 딸》 ... 전인숙 역
- 2019년 KBS 2TV 저녁 일일드라마 《우아한 모녀》... 캐리정 / 정미애 / 차미연 역
- 2020년 KBS 2TV 월화드라마 《그놈이 그놈이다》... 김선희 / 김수정 역
- 2021년 KBS 2TV 저녁 일일드라마 《빨강구두》... 민희경 역 (본작의 메인 여주인공이자 메인 악녀이며 최종 보스)
- 2023년 TV조선 주말드라마 《아씨두리안》 ... 백도이 / 김씨 부인 역

### 영화
- 1983년 《연인들의 이야기》
- 1986년 《푸른 하늘 은하수》
- 1986년 《안개 기둥》
- 1986년 《눈짓에서 몸짓까지》 ... 양진희 역
- 1986년 《밤의 요정》
- 1989년 《밀월》 ... 서유진 역
- 1990년 《우묵배미의 사랑》 ... 민공례 역
- 1994년 《장미빛 인생》 ... 마담 역
- 2011년 《써니》 ... 과거 사진 역(특별출연)

### 라디오
- 1987년 ~ 1990년 MBC FM 《0시의 데이트》
- 1992년 ~ 1995년 MBC FM 《음악살롱》
- 2003년 ~ 2005년 MBC FM4U 《가요응접실》

### TV프로그램
- 1998년 KBS2 《TV는 사랑을 싣고》 (게스트)
- 1991년~미상 MBC TV 《음악이 있는 곳에》(진행)
- 2018년~2019년 tvN 《따로 또 같이》
- 2019년~2020년 Channel A 《어바웃 해피&길길이 다시 산다》
- 2020년 KBS2 《100회 특집 옥탑방의 문제아들》 (게스트 with 김한길)

## CF
- 1976년 해태아이스크림 부라보콘
- 1981년 쌍방울 기비
- 1982년 삼성물산 까샤렐
- 1985년 아모레퍼시픽 산호푸로틴 샴푸, 리도푸로틴 샴푸, 리도비누 등
- 1986년 LG전자 빨래판세탁기, 마이콤팬히터, 금성기업PR, 안전가스렌지, 프로그램에어컨 등
- 1987년 LG전자 싱싱냉장고, 금성기업PR
- 1989년 라미화장품 라피네 셀라미 엘로그램 세라미선
- 1990년 JW중외제약 화콜
- 1990년 현대약품 오일라툼
- 1991년 삼풍백화점
- 1991년 삼성종합건설 삼성아파트
- 1991년 ~ 1993년 롯데푸드 후라이드치킨, 정통 알뜰돈까스, 소프트비엔나, 롯데햄 선물세트, 세븐햄, 에센뽀득, 양념불갈비, 햄터치 등
- 1993년 크라운베이커리
- 1993년 남양유업 남양분유 점프
- 1993년 애경산업 써프
- 1993년 동진보니타 수퍼매직사우나복
- 1995년 진도 우바
- 1995년 현대종합목재산업 리바트 부엌가구
- 1996년 LG생활건강 세이프
- 1998년 ~ 2006년 CJ제일제당 해찬들 태양초 고추장
- 1998년 ~ 2005년 동아제약 비겐크림톤
- 1999년 나드리화장품 네츄럴상황버섯5000
- 1999년 코오롱하이필정수기
- 1999년 ~ 2000년 삼성전자 지펠
- 1999년 ~ 2006년 동일토건 동일하이빌
- 2000년 대교 눈높이 영어
- 2001년 대교 한글땅재미땅
- 2007년 CJ제일제당 한술에
- 2012년 한국화이자제약 센트룸 실버
- 2021년 ~ 두드림 리피어라

## 수상 및 후보
| 연도 | 시상식                         | 부문                             | 작품                                    | 결과 |
| ---- | ------------------------------ | -------------------------------- | --------------------------------------- | ---- |
| 1983 | MBC 연기대상                   | 여자 신인연기상                  | 조선왕조 오백년 - 추동궁 마마           | 수상 |
| 1985 | 제21회 백상예술대상            | TV부문 여자 신인연기상           | MBC 베스트셀러극장 - 여자를 찾습니다    | 수상 |
| 1985 | MBC 연기대상                   | 여자 우수연기상                  | 조선왕조 오백년 - 설중매                | 수상 |
| 1986 | 제25회 대종상                  | 여우주연상                       | 안개기둥                                | 수상 |
| 1988 | MBC 연기대상                   | 라디오 MC상                      | 0시의 데이트                            | 수상 |
| 1990 | 제26회 백상예술대상            | 영화부문 여자 최우수연기상       | 우묵배미의 사랑                         | 후보 |
| 1990 | 제28회 대종상                  | 여우주연상                       | 우묵배미의 사랑                         | 후보 |
| 1990 | 제11회 청룡영화상              | 여우주연상                       | 우묵배미의 사랑                         | 후보 |
| 1990 | MBC 연기대상                   | 여자 최우수연기상                | 그 여자                                 | 수상 |
| 1994 | 제30회 백상예술대상            | TV부문 여자 최우수연기상         | 결혼                                    | 후보 |
| 1994 | 제21회 한국방송대상            | 여자 탤런트상                    | 결혼                                    | 수상 |
| 1994 | 제15회 프랑스 낭트3대륙 영화제 | 최우수 여우주연상                | 장미빛 인생                             | 수상 |
| 1994 | 제5회 이천춘사대상영화제       | 심사위원 특별상                  | 장미빛 인생                             | 수상 |
| 1994 | 제15회 청룡영화상              | 여우주연상                       | 장미빛 인생                             | 수상 |
| 1994 | MBC 방송대상                   | 라디오부문 최우수상              | 최명길의 음악살롱                       | 수상 |
| 1994 | SBS 연기대상                   | 대상                             | 결혼                                    | 수상 |
| 1994 | SBS 연기대상                   | 여자 최우수연기상                | 결혼                                    | 후보 |
| 1995 | 제31회 백상예술대상            | 영화부문 여자 최우수연기상       | 장미빛 인생                             | 수상 |
| 1995 | 제33회 대종상                  | 여우주연상                       | 장미빛 인생                             | 후보 |
| 1995 | 제15회 한국영화평론가협회상    | 여우주연상                       | 장미빛 인생                             | 수상 |
| 1997 | 제10회 그리메상                | 최우수 여자연기상                | 용의 눈물                               | 수상 |
| 1997 | KBS 연기대상                   | 여자 최우수연기상                | 용의 눈물                               | 수상 |
| 1998 | 제34회 백상예술대상            | TV부문 여자 최우수연기상         | 용의 눈물                               | 후보 |
| 2002 | KBS 연기대상                   | 여자 최우수연기상                | 명성황후                                | 수상 |
| 2003 | SBS 연기대상                   | 여자 최우수연기상                | 태양의 남쪽                             | 후보 |
| 2003 | SBS 연기대상                   | 연속극부문 여자 연기상           | 태양의 남쪽                             | 수상 |
| 2003 | SBS 연기대상                   | 10대 스타상                      | 태양의 남쪽                             | 수상 |
| 2007 | MBC 연기대상                   | 연속극부문 황금연기상            | 내 곁에 있어                            | 수상 |
| 2008 | KBS 연기대상                   | 여자 최우수연기상                | 대왕 세종                               | 후보 |
| 2009 | KBS 연기대상                   | 여자 최우수연기상                | 미워도 다시 한 번 2009, 천하무적 이평강 | 후보 |
| 2009 | KBS 연기대상                   | 중편드라마부문 여자 우수연기상   | 미워도 다시 한 번 2009                  | 후보 |
| 2013 | MBC 연기대상                   | 여자 황금연기상                  | 금 나와라, 뚝딱!                        | 후보 |
| 2015 | KBS 연기대상                   | 장편드라마부문 여자 우수연기상   | 파랑새의 집                             | 후보 |
| 2015 | SBS 연기대상                   | 중편드라마부문 여자 최우수연기상 | 펀치                                    | 수상 |
| 2016 | SBS 연기대상                   | 장편드라마부문 여자 최우수연기상 | 당신은 선물                             | 후보 |
| 2021 | KBS 연기대상                   | 여자 최우수연기상                | 빨강구두                                | 후보 |
| 2021 | KBS 연기대상                   | 일일극부문 여자 우수연기상       | 빨강구두                                | 후보 |
| 2022 | 제8회 에이판 스타 어워즈       | 연속극부문 여자 최우수연기상     | 빨강구두                                | 후보 |

## 가족 관계
- 배우자: 김한길 (1953년 9월 17일 ~ ) 
  - 첫째 아들: 김어진 (1998년 3월 4일 ~ )
  - 둘째 아들: 김무진 (2001년 ~ )